# Приборовка
Приборо́вка (укр. Приборівка) — село на Украине, находится в Липовецком районе Винницкой области. Одно из крупнейших сел района. Первые упоминания о селе датируются 1630 годом. Через село проходит автодорога Винница — Турбов.
Код КОАТУУ — 0522285201. Население по переписи 2001 года составляет 1168 человек. Почтовый индекс — 22515. Телефонный код — 4358.
Занимает площадь 1,525 км².

## Адрес местного совета
22515, Винницкая область, Липовецкий р-н, с. Приборовка, ул. Некрасова, 24, тел. 4-18-01.